# (1494) Savo
(1494) Savo – planetoida z pasa głównego asteroid okrążająca Słońce w ciągu 3 lat i 89 dni w średniej odległości 2,19 au. Została odkryta 16 września 1938 roku w Obserwatorium Iso-Heikkilä w Turku przez Yrjö Väisälä. Nazwa planetoidy pochodzi od Sawonii, krainy historycznej w Finlandii. Przed nadaniem nazwy planetoida nosiła oznaczenie tymczasowe (1494) 1938 SJ.